# Arshi Pipa
Arshi Pipa, född 1920 i Shkodra i Albanien, död 1997 i Washington, D.C. i USA, var en albansk författare, debattör och filosofie doktor.
Pipa föddes och växte upp i Shkodra, där han gick i skolan till 1938. Han skrev sina första dikter i slutet av 1930-talet och de ingår i hans första diktsamling Lundërtarë som kom ut 1944. Han studerade filosofi på Florens universitet i Italien och doktorerade 1942 på en avhandling om Henri Bergson. Fram till 1946 var han lärare i skolor i städerna Tirana och Durrës. Pipa kunde inte anpassa sig till det kommunistiska systemet efter andra världskriget och i april 1946 blev han fängslad av kommunistregeringen på grund av sina patriotiska tankar om demokrati. Under sina tio år i fängelse skrev han bland annat diktsamlingen "Libri i burgut" (svenska: Boken i fångenskap) om sina upplevelser. Efter frigivningen flydde Pipa 1957 till Jugoslavien och två år senare flyttade han till USA. Där fortsatte han sin forskar- och utbildningsgärning vid en rad lärosäten och var vid sin pensionering professor i italienska vid University of Minnesota i Minneapolis. 
Pipas största betydelse är inte som poet, utan som språk- och litteraturkritiker. Bland annat hans tre verk utgivna i München 1978 (Trilogia Albanica) om den albanska litteraturen har uppmärksammats och hans studie om skapandet av det officiella albanska språket - The Politics of Language in Socialist Albania - var kontroversiell.